# Збронжко, Игорь Владимирович
Игорь Владимирович Збронжко (27 января 1958, Харьков — 14 июля 2022, Фрязино, Московская область) — российский государственный и политический деятель.
Участвовал в создании государственного телерадиовещания России. Являлся одним из инициаторов и членом Федеральной Комиссии по телерадиовещанию (лицензированию), обеспечившей в 1991—1996 гг. появление в Российской Федерации независимых электронных СМИ. Принимал участие в разработке федеральных законов «О средствах массовой информации», «О рекламе», законопроекта «О телевидении и радиовещании» и других нормативных актов РФ. Участник обороны "Белого дома" 19-21 августа 1991 года в составе кузбасской команды (Кислюк М.Б Малыхин А А. Носовец С.А. Гончаров И. М.)Внес большой вклад в становление и развитие региональных телекомпаний. Разработал концепцию национального института социальных коммуникаций.

## Образование
В 1984 г. окончил факультет журналистики МГУ (кафедра телевидения и радиовещания) по специальности: журналист, литературный сотрудник телевидения.

## Трудовая биография
С 1984 по 1990 г. — редактор, старший редактор Кемеровской государственной студии телевидения.
С 1990 по 1993 г. — народный депутат РСФСР (России), Председатель подкомитета по телевидению и радиовещанию Комитета по средствам массовой информации, связям с общественными организациями, массовыми движениями граждан и изучению общественного мнения Верховного Совета РФ; входил в политическое движение «Выбор России».
С ноября 1993 г. по март 1994 г. — начальник отдела взаимодействия с органами законодательной и исполнительной власти, пресс-службами Президента России, Правительства Российской Федерации, министерствами и ведомствами Федерального Информационного Центра России (ФИЦ России).
С мая 1994 г. — заведующий сектором внешних связей отдела информационных систем и внешних связей Управления информационного обеспечения Администрации Президента Российской Федерации.
С октября 1994 г. по январь 1997 г. — помощник, советник руководителя Федеральной службы России по телевидению и радиовещанию.
С января 1997 г. по май 2000 г. — заместитель Генерального директора Российской ассоциации региональных телекомпаний; член Постоянной палаты по государственной информационной политике Политического консультативного совета при Президенте Российской Федерации; член Комитета по рассмотрению обращений и практике применения норм саморегулирования и законодательства Общественного Совета по рекламе.
С мая 2000 г. по январь 2002 г. — редактор Главной редакции телекомпании «ВИD».
С апреля 2002 г. по март 2004 г. — главный редактор программы «Утро России» на телеканале «ДТВ»; редактор продюсерской компании (А. Разбаша) «Крылья Медиа».
С марта 2004 г. по июль 2008 г. — исполнительный директор Союза создателей социальной рекламы.

## Семья
Был женат, имел взрослого сына.

## Хобби
Увлекался историей (этногенезом) и литературой.